# Nemoria eugeniae
Nemoria eugeniae là một loài bướm đêm trong họ Geometridae.